# Harvey Sims
Harvey James Sims (* 25. Dezember 1871 in Waterloo, Ontario; † 8. Juni 1945 in Kitchener, Ontario) war ein kanadischer Curler. 
Sims spielte als Skip der kanadischen Ontario-Mannschaft bei den III. Olympischen Winterspielen 1932 in Lake Placid im Curling. Die Mannschaft gewann die olympische Silbermedaille. Da Curling damals noch eine Demonstrationssportart war, besitzt die Medaille keinen offiziellen Status.